# Егеленд (Північна Дакота)
Егеленд (англ. Egeland) — місто (англ. city) в США, в окрузі Таунер штату Північна Дакота. Населення — 32 особи (2020).

## Географія
Егеленд розташований за координатами 48°37′39″ пн. ш. 99°5′53″ зх. д. / 48.62750° пн. ш. 99.09806° зх. д. (48.627572, -99.097931).  За даними Бюро перепису населення США в 2010 році місто мало площу 0,97 км², уся площа — суходіл. В 2017 році площа становила 0,83 км², уся площа — суходіл.

## Демографія
Згідно з переписом 2010 року, у місті мешкало 28 осіб у 17 домогосподарствах у складі 7 родин. Густота населення становила 29 осіб/км².  Було 42 помешкання (43/км²).
Расовий склад населення:
| - 89,3 % — білих - 10,7 % — корінних американців |

До двох чи більше рас належало 0,0 %. Частка іспаномовних становила 0,0 % від усіх жителів.
За віковим діапазоном населення розподілялося таким чином: 10,7 % — особи молодші 18 років, 57,2 % — особи у віці 18—64 років, 32,1 % — особи у віці 65 років та старші. Медіана віку мешканця становила 60,5 року. На 100 осіб жіночої статі у місті припадало 133,3 чоловіків;  на 100 жінок у віці від 18 років та старших — 127,3 чоловіків також старших 18 років.
Середній дохід на одне домашнє господарство  становив 34 460 доларів США (медіана — 36 000), а середній дохід на одну сім'ю — 52 871 долар (медіана — 48 125). 
Цивільне працевлаштоване населення становило 12 осіб. Основні галузі зайнятості: мистецтво, розваги та відпочинок — 41,7 %, сільське господарство, лісництво, риболовля — 25,0 %, освіта, охорона здоров'я та соціальна допомога — 16,7 %.